# Cryptocephalus wittmerorum
Cryptocephalus wittmerorum – gatunek z rzędu chrząszczy z rodziny stonkowatych (Chrysomelidae). Gatunek po raz pierwszy został naukowo opisany w 1995 roku przez Łopatina.